# Aksel Törnudd
Aksel (Axel) Olof Törnudd, född 15 december 1874 i Tammerfors, död 19 juli 1923 i Helsingfors, var en finländsk kompositör, musikpedagog, författare och sångtextförfattare.
Törnudd var son till prosten Anders Oskar Törnudd och Augusta Vilhelmina Rönnbäck. Han blev student 1883 och studerade 1894–1898 vid Helsingfors musikinstitut, där han avlade studier i musikteori, piano och cello. Han var även kompositionselev till Jean Sibelius och gjorde en studieresa runtom i Europa 1903. Åren 1899–1919 var han lektor i musik vid seminariet i Raumo, valdes 1919 till skolstyrelsens första inspektör för sångundervisningen vid folkskolor och seminarier och ledde sånglärarseminarier vid musikinstitutet 1921–1923.
Törnudd var bror till Lilli Törnudd och brorson till Gustaf Törnudd. Törnudd var sedan 1909 gift med Fanny Maria Nyberg.

## Kompositioner i urval
- Här dansar Fridolin
- Kitkat katkat
- Loitsu
- Priki Efrosiina (text: Hjalmar Nordling)
- Meripoikatte veis (text: Hjalmar Nordling)
- Jönöjussi kuusen alla (text: Törnudd)
- Kissa ja hiiri (text: Julius Krohn)
- Kirkonkäynti
- Lurpin larpin luppakorva
- Orpotytön paimen
- Prokko
- Satakunnan laulu
- Tuomittu Katti